# Hypsoides ambrensis
Hypsoides ambrensis is een vlinder uit de familie tandvlinders (Notodontidae), onderfamilie processievlinders (Thaumetopoeinae). De wetenschappelijke naam van deze soort is voor het eerst geldig gepubliceerd in 1903 door Poujade.
De soort komt voor in tropisch Afrika.